# Swedish Military Tattoo
Swedish Military Tattoo är uppvisning av militärorkestrar, en tattoo, i Stockholm som återkommer vartannat år. Det är ett samarrangemang mellan Globenarenorna och Försvarsmusikcentrum.
Swedish Military Tattoo firade 20-årsjubileum 2006. Föreställningarna bjöd på stor variation i fråga om musik, färger, formationer, uniformer och lokala traditioner. I 2006 års tattoo kom deltagare från Australien, Indien, Kanada, Italien, Holland, Norge och Sverige. Före 2004 hette arrangemanget Swedish Army Tattoo.
Swedish Military Tattoo innebär inte bara föreställningar i Globen utan en hel vecka av musikaliska festligheter, med konserter inomhus och ute i det fria på gator och torg, med en stor tattooparad genom Stockholm, framträdanden på Kungliga slottet med mera. Av tradition genomförs alltid en stor tattookonsert i Berwaldhallen under tattooveckan.
Överste Björn Bernroth organiserade så att Army Tattoo kom till Sverige.

## Bildgalleri

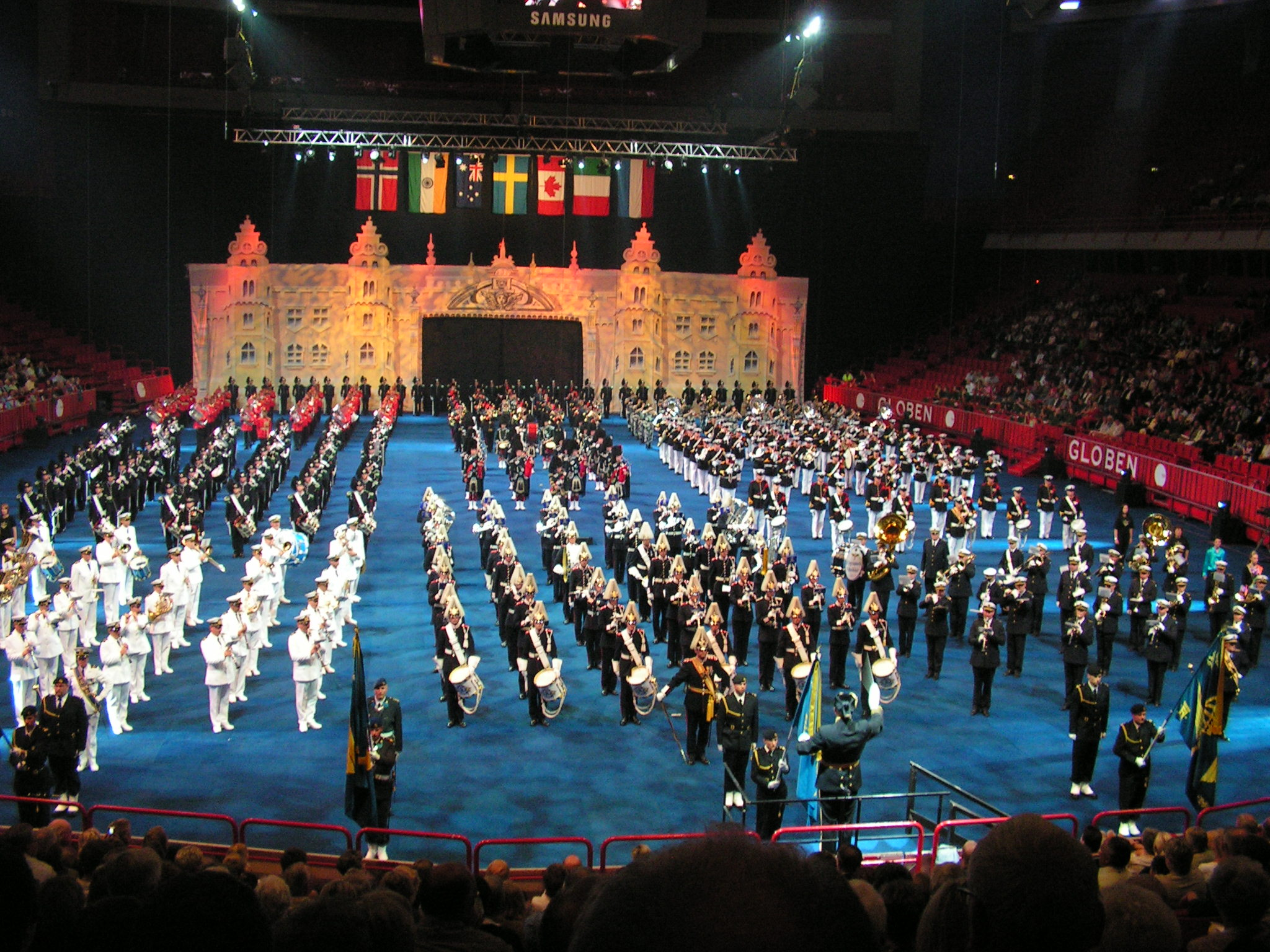
Samtliga medverkande vid Tattoo i Globen 2006
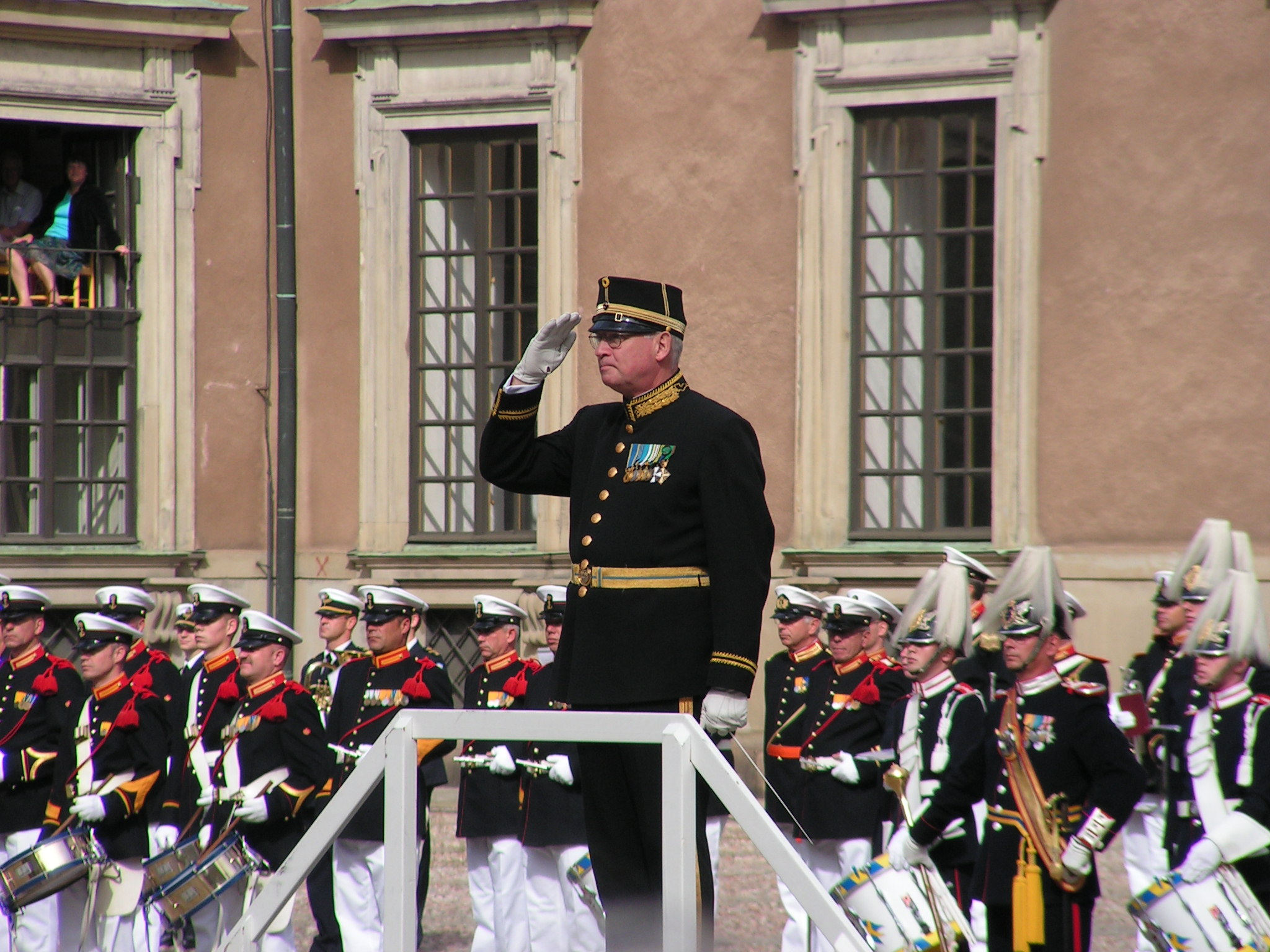
Torgny Hanson vid en konsert på Stockholms slott under Tattoo 2006, I bakgrunden Holländska marinens musikkår och Svenska Arméns Musikkår
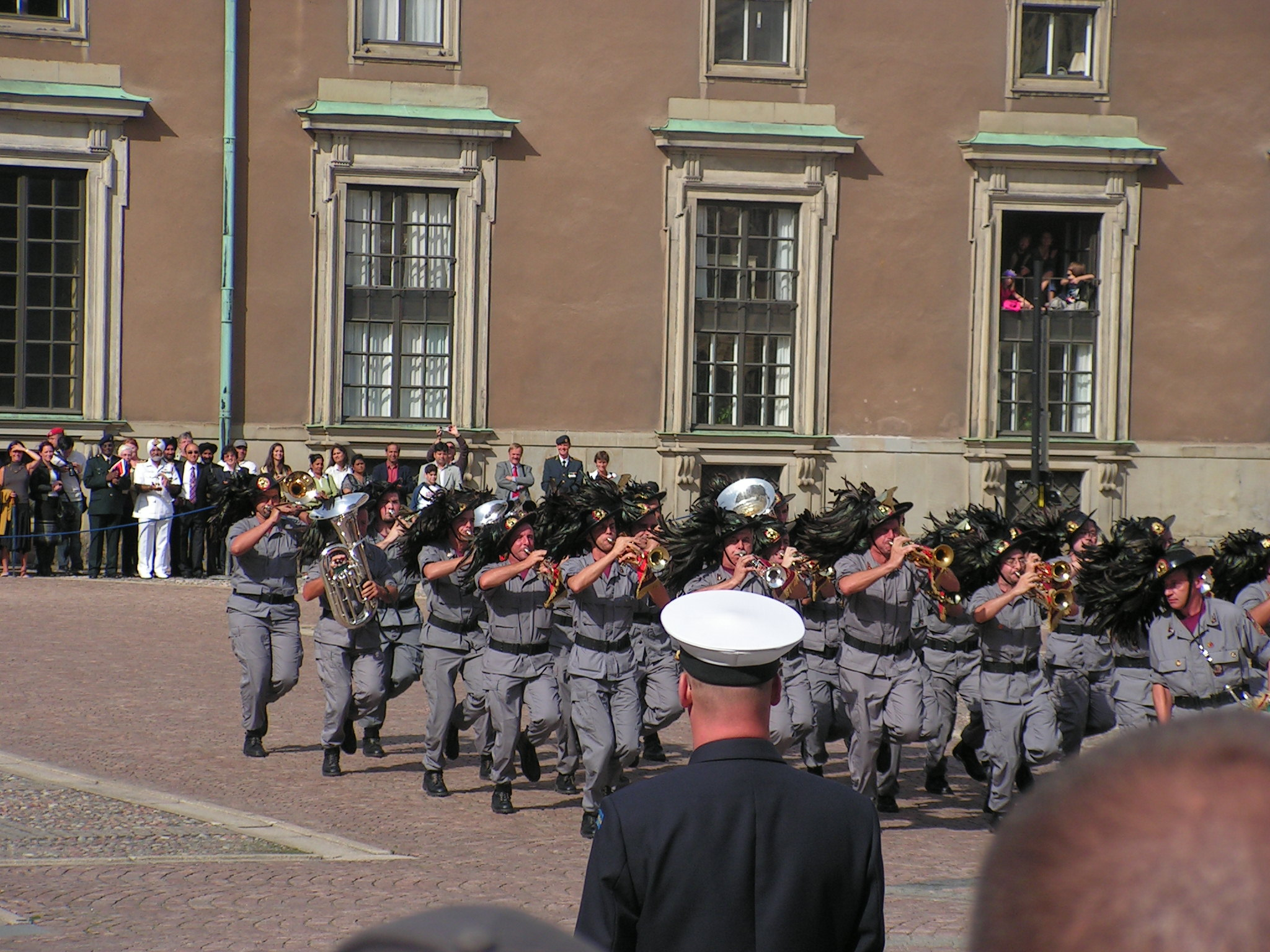
Den italienska musikkåren Fanfara Bersaglieri di Bedizzole under språngmarsch på Tattoo 2006